# Andrzej i Marta Goworscy
Marta Panas-Goworska (ur. 5 stycznia 1980 w Lublinie) i Andrzej Goworski (ur. 31 lipca 1979 w Białymstoku) – pisarski duet. Interesują się kulturą i historią krajów Europy Środkowo-Wschodniej oraz Rosji. Prywatnie małżeństwo.

## Twórcy
Marta Panas-Goworska jest córką Teresy i Władysława Panasów, siostrą Rafała Panasa i Pawła Panasa. Z wykształcenia jest kulturoznawcą, ukończyła studia w Szkole Wyższej Psychologii Społecznej w Warszawie. Śledzi internacjonalistyczne związki między namiętnością a zbrodnią. Ponadto zajmuje się redagowaniem i opracowywaniem pism swojego ojca, Władysława Panasa, np. w wydanym przez Ośrodek „Brama Grodzka – Teatr NN” Magicznym mieście. Szkicach i fragmentach lubelskich. Laureatka stypendium na realizację w 2019 roku projektów z zakresu twórczości artystycznej Miasta Lublin oraz stypendium twórczego na drugie półrocze 2019 roku. Ministra Kultury i Dziedzictwa Narodowego na przygotowanie książki o pionierkach polskiej medycyny. Wraz z Iwoną Sudoł-Szopińską jest współautorką miniatur z zakresu historii radiologii, publikowanych cyklicznie na stronach European Society of Musculoskeletal Radiology. 
Andrzej Goworski jest polonistą, absolwentem Instytutu Filologii Polskiej Uniwersytetu Wrocławskiego, i również zajmuje się tematyką medyczną. Jest autorem opowiadań i recenzji literackich. Publikował m.in. na łamach: „Akcentu”, „Odry” czy „Toposu”. Od 2007 roku współpracuje z wrocławskim oddziałem Stowarzyszenia Pisarzy Polskich. W latach 2015–2018 pracował jako koordynator ds. nauki w Narodowym Instytucie Geriatrii, Reumatologii i Rehabilitacji im. prof. dr hab. med. Eleonory Reicher, a w 2018 roku został asystentem w Centrum Badań nad Ekonomiką Miejsc Pamięci Uniwersytetu SWPS.
Publikują m.in. w „Gazecie Wyborczej”, „Tygodniku Powszechnym”, „Nowej Europie Wschodniej”, „National Geographic” oraz współpracują z kwartalnikiem literacko-artystycznym „Akcent”. W artykułach popularnych Goworscy podejmują zagadnienia radzieckiej sztuki, opisując np. modę bolszewików lub trendy w sztukach plastycznych oraz problematyką nauk o życiu i analizując ich specyfikę w Związku Radzieckim. Prowadzą również bloga poświęconego historii Związku Radzieckiego – „Sowiecki alfabet”. Mieszkają w Warszawie.
Goworscy są autorami czterech książek, w tym trzech opublikowanych przez Wydawnictwo Naukowe PWN: Naukowcy spod czerwonej gwiazdy (2016), Grażdanin N.N. (2017) i Inżynierowie Niepodległej (2018), a także książki Naznaczeni przez rewolucję bolszewików (2017), która ukazała się nakładałem marki Editio wchodzącej w skład Grupy Wydawniczej Helion. Publikacje Naukowcy spod czerwonej gwiazdy i Grażdanin N.N. traktują o historii ZSRR. Pierwsza poświęcona jest radzieckim naukowcom: Oldze Lepieszynskiej, Nikołajowi i Siergiejowi Wawiłowom, Andriejowi Tupolewowi, Michaiłowi Bachtinowi, Lwu Termenowi, Trofimowi Łysence, Grigorijowi Majranowskiemu, Ernstowi Krenkelowi, Lwu Landauowi, Władimirowi Diemichowowi, Michaiłowowi Kałasznikowowi, Andriejowi Sacharowowi. Ideą przewodnią autorów było zachowanie obiektywizmu i przedstawienie postaci odpowiednio do ich zasług i przewin. W drugiej książce autorzy skupili się na codziennym życiu mieszkańców ZSRR w okresie od lat 40. do połowy 90. XX wieku. Rosjoznawca Andrzej de Lazari, recenzując książkę Grażdanin N. N., scharakteryzował ją jako pracę popularnonaukową. Kolejna, trzecia książka autorów, Naznaczeni przez rewolucję bolszewików, to zbiór biogramów następujących postaci: Michaiła Tuchaczewskiego, Isaaka Babla, Anatolija Łunaczarskiego, Siergieja Prokofjewa, Aleksandra Kołczaka, Mariji Boczkariowej, Aleksandry Kołłontaj, Łarisy Rejsner i Mariny Cwietajewej. Czwarta publikacja – Inżynierowie Niepoległej opowiada o polskich inżynierach działających najpierw w Cesarstwie Rosyjskim, a mających swój udział w budowie niepodległego państwa polskiego. Zaprezentowano w tej publikacji postacie Marii Szymanowskiej, Alfonsa Poklewskiego-Koziełła, Stanisława Kierbedzia, Benedykta Dybowskiego, Michała Jankowskiego, Witolda Zglenickiego, Edwarda Piekarskiego i Wacława Sieroszewskiego. W 2017 roku książka autorstwa Goworskich Naukowcy spod czerwonej gwiazdy otrzymała Nagrodę internautów w konkursie na najlepszą popularnonaukową książkę 2016 roku „Mądra Książka”, organizowanym przez Fundację Euklidesa i Uniwersytet Jagielloński. Konspekt ich czwartej książki poświęconej Polakom na Wschodzie w latach 1830–1919 został nagrodzony stypendium twórczym na 2018 rok Ministra Kultury i Dziedzictwa Narodowego.

## Twórczość

### Książki popularnonaukowe
- Inżynierowie Niepodległej, PWN, Warszawa, 2018.
- Naznaczeni przez rewolucję bolszewików, Editio, Warszawa, 2017[21].
- Grażdanin N.N., PWN, Warszawa 2017.
- Naukowcy spod czerwonej gwiazdy, PWN, Warszawa 2016.